# Ludwig Philipp (Pfalz-Guttenberg)
Ludwig Philipp von Pfalz-Guttenberg (* 29. November 1577; † 14. Oktober 1601 in Heidelberg) war Pfalzgraf von Veldenz zu Guttenberg.

## Leben
Ludwig Philipp war der dritte Sohn des Pfalzgrafen Georg Johann I. von Veldenz (1543–1592) aus dessen Ehe mit Anna Maria (1545–1610), Tochter des Königs Gustav I. Wasa von Schweden.
Ludwig Philipp folgte seinem Vater 1592 nach einer Erbteilung gemeinsam mit seinem jüngeren Bruder Georg Johann II. in der Herrschaft Guttenberg. Seine älteren Brüder Georg Gustav und Johann August erhielten Veldenz beziehungsweise Lützelstein. Bis 1595 stand Ludwig Philipp unter Vormundschaft seiner Mutter und seines ältesten Bruders Georg Gustav.

Der tödliche Unfall des Pfalzgrafen Ludwig Philipp im Thesaurus Picturarum des Marcus zum Lamm

Ludwig Philipp starb unverheiratet und kinderlos, erst 23-jährig, nach einem schweren Unfall, den er bei einem Turnier oder Vorbereitungs-Übungen zu einem Turnier in Heidelberg am 7. Oktober 1601 erlitt: Bei einem Turniergang gegen Georg von Riedesel (1580–1631) brach dessen Turnierlanze und ein Splitter drang durch das Visier des Pfalzgrafen und in ein Auge ein. Der Pfalzgraf überlebte den Unfall noch sieben Tage, bevor er starb. Begraben wurde er in der Heidelberger Heiliggeistkirche. Marcus zum Lamm berichtet über den Vorfall in seinem Thesaurus Picturarum.